# Liste der Bodendenkmäler in Arzberg (Oberfranken)
Auf dieser Seite sind die Bodendenkmäler in der oberfränkischen Gemeinde Arzberg zusammengestellt. Diese Tabelle ist eine Teilliste der Liste der Bodendenkmäler in Bayern. Grundlage ist die Bayerische Denkmalliste, die auf Basis des Bayerischen Denkmalschutzgesetzes vom 1. Oktober 1973 erstmals erstellt wurde und seither durch das Bayerische Landesamt für Denkmalpflege geführt wird. Die folgenden Angaben ersetzen nicht die rechtsverbindliche Auskunft der Denkmalschutzbehörde.

## Bodendenkmäler der Gemeinde Arzberg

### Bodendenkmäler im Ortsteil Arzberg
| Lage               | Objekt | Akten-Nr.     | Bild |
| ------------------ | --- | ------------- | ---- |
| Arzberg (Standort) | Untertägige Teile der spätmittelalterlichen Kirchhofbefestigung in Arzberg.                                                                        | D-4-5939-0009 |      |
| Arzberg (Standort) | Untertägige Bauteile der bestehenden Kirche, Fundamente eines mittelalterlichen Vorgängerbaus sowie Körpergräber des Mittelalters und der Neuzeit. | D-4-5939-0010 |      |